# Hải quân La Mã
Hải quân La Mã (tiếng Latinh: Classis) bao gồm các hạm đội hải quân của nhà nước La Mã cổ đại. Mặc dù nó là công cụ chính trong cuộc chinh phạt Địa Trung Hải nhưng nó không bao giờ được hưởng sự uy tín của Binh đoàn La Mã. Trong suốt lịch sử, họ, những người La Mã vẫn dựa vào các kiến thức của người Hy Lạp, Ai Cập để đóng tàu. Một phần vì điều này mà hải quân La Mã không bao giờ được nhà nước La Mã hoàn toàn chấp nhận, và được coi là "không phải La Mã". Trong thời cổ, lực lượng hải quân và đội tàu thương mại không có quyền tự chủ cho các tàu tiếp vận hiện đại và có một hạm đội. Không giống như các lực lượng hải quân hiện đại, hải quân La Mã ngay cả ở lúc đỉnh cao cũng không cũng không bao giờ tồn tại cái gọi là tự trị, nhưng nó hoạt động như vật phụ thuộc cho quân đội La Mã.
Trong cuộc Chiến tranh Punic lần thứ nhất, hải quân La Mã đóng vai trò quan trọng trong chiến thắng của người La Mã và cộng hòa La Mã cho quyền bá chủ Địa Trung Hải. Trong nữa đầu thế kỷ thứ hai TCN, người La Mã đã chinh phục Carthage và các vương quốc đông Hy Lạp ở phía đông Địa Trung Hải, trở thành bá chủ của gần như toàn bộ vùng biển Địa Trung Hải.